# Okjeo

Proto-tres reinos de Corea, c. 001 d. C.

Okjeo (en alfabeto hangul: 옥저; en hanja: 沃沮) fue un reino en el norte de la península coreana probablemente desde el siglo II a. C. hasta el V d. C.
Se cree que Okjeo tuvo otro nombre como Dongokjeo (Okjeo del Este) y se dividió a Namokjeo (Okejeo del Sur) y Bukokjeo (Okjeo del Norte): Namokjeo estaba ubicado alrededor de Hamheung, Corea del Norte, encontrando otro reinado Dongye cerca de Youngheung; y Bukokjeo norte a orillas del río Tumen. Bukokjeo unas veces se refirió como Chiguru (置溝婁, 치구루) o Guru que tiene significado, la fortaleza en lengua goguryeo.

## Historia
Los habitantes de Okjeo incluyeron los chinos y los de Goguryeo. Desde siglo III a. C. hasta 108 a. C., se gobernó por Gojoseon. Como Okjeo había ganado los controles y intervención, Okjeo no pudo tomar pujanza al reino de centralización.
En 28 a. C., el primer rey de Goguryeo envió el general Bu Wiyeom para atacar Bukokjeo. Pagando tributos a Goguryeo, dice que el rey Taejo de Goguryeo permitió la reducción de los impuestos en el siglo I o II d. C. Durante la guerra entre Goguryeo y Wei de 244 d. C., el rey Dongcheon del Goguryeo se acotó a Bukokjeo y en 285, la nobleza de Buyeo vino para buscar el refugio.
En el siglo V d. C., Gwanggaeto el Grande de Goguryeo conquistó perfectamente Okjeo.